# جشن هالووین
جشن هالووین (به انگلیسی: Hallowe'en Party) رمانی جنایی اثر آگاتا کریستی است.
این کتاب که از مجموعه داستان‌های پوآرو می‌باشد در نوامبر ۱۹۶۹ در بریتانیا توسط انتشارات کولینز کرایم کلوب و در همان سال توسط انتشارات داد، مید اند کمپانی در آمریکا به چاپ رسیده است.
قیمت کتاب در بریتانیا ۲۵ شیلینگ و در آمریکا ۵.۹۵ دلار بوده‌است.
در این رمان، هرکول پوآرو، کارآگاه بلژیکی و آریادنه الیور، رمان‌نویس معمایی حضور دارند و رمان را با حضور در مهمانی هالووین آغاز می‌کنند. دختری در مهمانی ادعا می کند که شاهد قتلی بوده است، که در آن زمان برای تشخیص آن خیلی جوان بود. پس از آن که اطرافیان او را باور نکردند، دختر در یک سطل پر از سیب غرق می شود و پوآرو باید یک معمای دو وجهی را حل کند: چه کسی دختر را کشته است، و دختر شاهد چه چیزی بوده است؟